# Fortuny I de Pamplona
Fortuny I Garcés (820/825 - Monestir de Leire, ca. 906) dit pels musulmans el Borni (en àrab al-Ankar) i el Monjo per la historiografia basca moderna, va ser el tercer rei de Pamplona entre 882 a 905, darrer representant de la dinastia Ènnega, descendent d'Ènnec Aritza. Abans d'ascendir al tron va ser capturat i retingut a Còrdova i a la mort del seu pare, va actuar com a regent Garcia Ximenes; a la seva tornada va ser un monarca feble que va actuar com a rei amb l'antic regent, a més davant de la seva poca experiència militar, els Banu Quasi van fer incursions, tot i que després establiria bones relacions amb ells que no va agradar al rei d'Astúries i del comte de Pallars que van organitzar un cop d'estat, que va instal·lar a Sanç Garcés, fill de Garcia Ximenes, com a nou rei.

## Família
Fill de Garcia I de Pamplona i la seva primera esposa Urraca Jiménez. Els seus avis paterns foren Ènnec Aritza de Pamplona i Onneca Velasco.
Es casà vers el 845 amb Àwriya o Òria ibn Mussa, filla del valí Mussa ibn Mussa. Amb ella va tenir diversos fills:
- Ènnec, casat amb Sança Garcés de Pamplona, filla de Garcia II de Pamplona.
- Asnar
- Balasc
- Llop, mort infant.
- Onneca Fortúnez, esposa de l'emir de Còrdova Abd-Al·lah I, en segones núpcies d'Asnar Sanxes de Larraun, amb qui tingué Toda de Navarra (reina consort de Navarra).

## Ascens al tron navarrès
Va ser capturat en una ràtzia musulmana de l'emir Muhàmmad I contra Pamplona el 860, i romangué presoner a Còrdova fins al 880. El seu pare Garcia I va morir el 870, mentre Fortuny era pres a l'Àndalus. Aleshores va ocupar el tron de Pamplona Garcia Ximenes, senyor d'Àlaba, en nom de Fortuny Garcés.
Alliberat el 880, Fortuny fou coronat com a co-rei de Navarra juntament amb Garcia Ximenes.

## Regnat de Fortuny
Fortuny va resultar un monarca dèbil i, a causa del seu captiveri a Còrdova, sense experiència militar. Els Banu Qasi, aliats de l'emir cordovès, van realitzar diferents ofensives envers els cristians, van aconseguir dominar un extens territori entre Nájera i Montsó. Aquests, que havien perdut el favor del pare de Fortuny, s'aliaren amb els cabdills musulmans i actuaren com a veritables conversos a l'islam.
Fortuny Garcés va establir posteriorment bones relacions amb alguns membres dels Banu Qasi, cosa que no agradà al seu cunyat, el rei Alfons III d'Astúries i tampoc al comte Ramon I de Pallars, enemics dels Banu Qasi. És per això que aquests van organitzar un cop d'estat que va permetre ocupar el tron de Pamplona a Sanç Garcés, fill de Garcia Ximenes, regent durant el captiveri de Fortuny.
Es creu que Fortuny Garcés va acabar els seus dies al Monestir de Leire i morí el 906.